# Just for One Day (Heroes)
«Just for One Day (Heroes)» — хаус-песня с исполнении французского диджея Давида Гетта с вокалом певца Дэвида Боуи. Песня вышла в июне 2003 года в качестве ведущего сингла со сборника Гетта Fuck Me I’m Famous, она также была указана в качестве пятого сингла с его дебютного студийного альбома Just a Little More Love. Песня содержит сэмпл из песни Боуи «Heroes». Песня был официально причислен к «Давид Гетта vs. Bowie». Она достигла 73-го места в UK Singles Chart в июле 2003 года. Музыкальное видео на песню можно найти на YouTube. В нём участвует группа людей, которые тусуются на рейве, а Гетта исполняет песню на заднем плане.
Первоначально она была сделана как несанкционированный ремикс, и она рассматривается как одна из композиций, которая помогла запустить Гетта в мейнстрим.

## Список композиций
- German CD single[4]

1. "Just For One Day (Heroes)" (radio edit) – 3:00
2. "Just For One Day (Heroes)" (extended version) – 6:39
3. "Distortion" (Maxi Vocal Remix) – 7:02

- French CD single[5]

1. "Just For One Day (Heroes)" (radio edit) – 3:00
2. "Just A Little More Love" (Wally Lopez Remix Edit) – 3:45
3. "Distortion" (Maxi Vocal Remix) – 7:02
4. "Just For One Day (Heroes)" (music video) – 3:00

## Чарты
| Чарт (2004)                   | Высшая позиция |
| ----------------------------- | -------------- |
| France (SNEP)                 | 54             |
| Италия (FIMI)                 | 40             |
| Великобритания (OCC UK Dance) | 2              |
| UK Singles (OCC)              | 73             |